# ارتوپتیک
در هندسه منحنی‌ها، ارتوپتیک (انگلیسی: Orthoptic) مجموعه‌ای از نقاط است که در آن‌ها دو خط مماس یک منحنی همدیگر را با زاویهٔ ۹۰° قطع می‌کند. برای مثال
- ارتوپتیک سهمی خطوط هادی خودش است.

ارتوپتیک سهمی خطوط هادی خودش است (بنفش).

ارتوپتیک‌های بیضی (بنفش)

ارتوپتیک‌های هذلولی (بنفش)

- ارتوپتیک بیضی با معادلهٔ x2/a2 + y2/b2 = ۱ دایره‌ای به معادلهٔ x2 + y2 = a2 + b2 است.
- ارتوپتیک هذلولی با معادله x2/a2 − y2/b2 = 1, a > b, دایره‌ای با معادلهٔ x2 + y2 = a2 − b2است (در حالت خاص a ≤ b بیضی خط مماسی ندارد)